# Acacia triacanthos
Acacia triacanthos é uma espécie de leguminosa do gênero Acacia, pertencente à família Fabaceae.